# Captain Nazi
Captain Nazi est un super-vilain de comics apparaissant dans les univers Fawcett et DC. Il est un rival de Captain Marvel et Captain Marvel Jr..

## Histoire éditoriale
Captain Nazi est apparu pour la première fois dans Master Comics (en) no 21 et fut créé par William Woolfolk et Mac Raboy en décembre 1941.

## Apparence physique
Il est blond aux yeux bleus.

## Autres médias
- La Ligue des justiciers (Justice League Unlimited)